# سید مجید تفرشی

سید مجید تفرشی خامنه (متولد آبان ۱۳۴۵) دیپلمات ایرانی و سفیر ایران در پرتغال است.

## سمت‌ها
او از خرداد ۱۴۰۲ تا کنون سفارت ایران در لیسبون را بر عهده دارد. او در شهریور ۱۴۰۲ طی مراسم رسمی در کاخ ریاست‌جمهوری پرتغال استوارنامه‌اش را به مارسلو ریبلو دی سوزا رئیس‌جمهور پرتغال تقدیم کرد.
تفرشی از سال ۱۳۹۷ تا ۱۴۰۱، معاون امور بین‌الملل ستاد حقوق بشر (نماینده وزارت امور خارجه) بود.
همچنین از سال ۱۳۸۹ تا ۱۳۹۳ سفیر جمهوری اسلامی ایران در نیوزیلند (اولین سفیر آکردیته ایران در جمهوری فیجی)
بود.
تفرشی مدتی نیز رایزن سیاسی سفارت ایران در فنلاند بود.